# Revninge Sogn
Revninge Sogn er et sogn i Kerteminde-Nyborg Provsti (Fyens Stift).
I 1800-tallet var Revninge Sogn anneks til Rynkeby Sogn. Begge sogne hørte til Bjerge Herred i Odense Amt. Rynkeby-Revninge sognekommune blev senere delt, så hvert sogn dannede sin egen sognekommune. Ved kommunalreformen i 1970 blev både Rynkeby og Revninge indlemmet i Kerteminde Kommune.
I Revninge Sogn ligger Revninge Kirke.
I sognet findes følgende autoriserede stednavne:
- Gammelmose (bebyggelse)
- Jershave (bebyggelse)
- Lundsgård (ejerlav, landbrugsejendom)
- Lundsgård Klint (areal)
- Munkehætten (bebyggelse)
- Pilemose (bebyggelse)
- Revninge (bebyggelse, ejerlav)
- Sibirien (bebyggelse)
- Skrækkenborg (bebyggelse)
- Storskov (areal)